# Залізнична мережа
Залізни́чна мере́жа — сукупність усіх залізниць, що експлуатуються — транспортна система для перевезення вантажів і пасажирів. Поняття залізниця є більш вузьким, обмежуючись описом транспортних засобів. У той же час, під залізничною мережею передбачає не тільки групи транспортних засобів даної транспортної системи, але і всю сукупність тягових підстанцій та іншої інфраструктури, необхідної для нормальної експлуатації залізниць.

## Довжина залізничної мережі різних країн

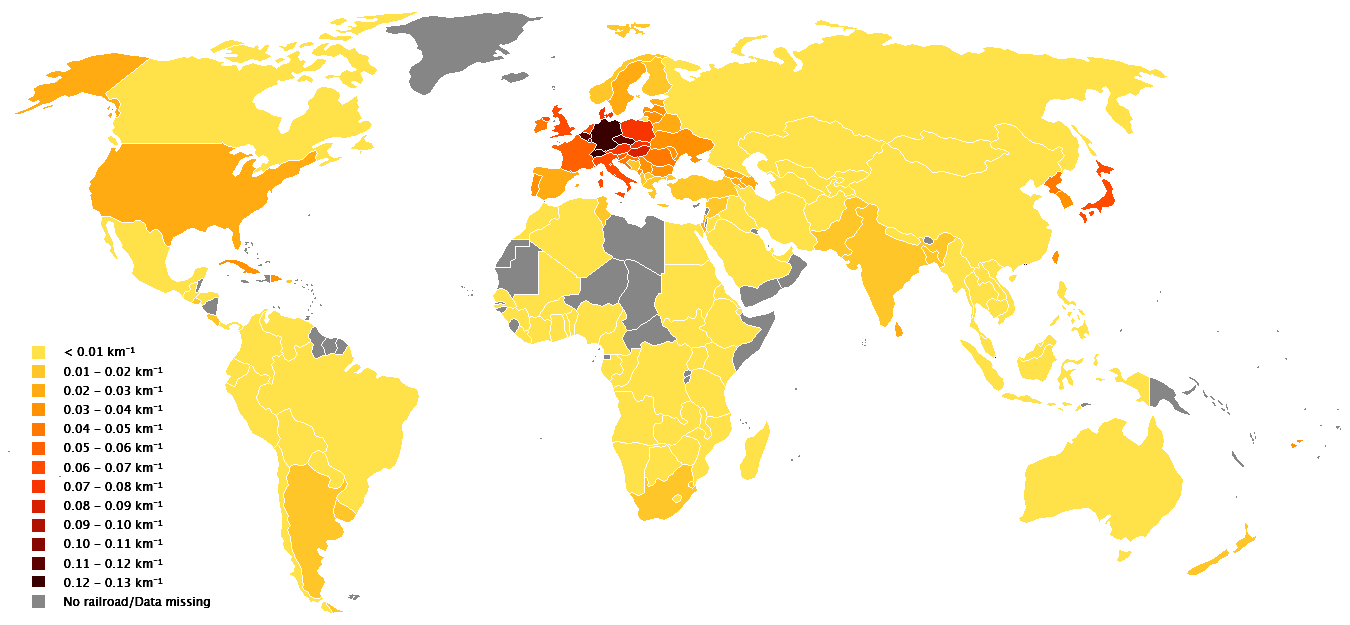
Густота залізничної мережі по країнам

У багатьох країнах довжина залізничної мережі скорочується. Так, у США в 1920 році було понад 400 000 км залізниць.
Список країн за довжиною мережі залізниць заснований на даних Міжнародного союзу залізниць. В таблиці країни ранжовані по довжині експлуатованих залізниць, включаючи лінії, що не використовуються для перевезення пасажирів.
| Довжина залізничної мережі різних країн | Довжина залізничної мережі різних країн | Довжина залізничної мережі різних країн | Довжина залізничної мережі різних країн | Довжина залізничної мережі різних країн |
| Позиція                                 | Країна                                  | Довжина залізниць (км)                  | Електрифіковано (км)                    | Густота покриття                        |
| --------------------------------------- | --------------------------------------- | --------------------------------------- | --------------------------------------- | --------------------------------------- |
| 1                                       | США                                     | 250000                                  | < 1 600                                 | 23,79                                   |
| 2                                       | Китай                                   | 121000                                  | 42 000                                  | 9,74                                    |
| 3                                       | Індія                                   | 115000                                  | 21 015                                  | 19,26                                   |
| 4                                       | Росія                                   | 87 157                                  | 50 000                                  | 5,10                                    |
| 5                                       | Канада                                  | 49 422                                  |                                         | 4,68                                    |
| 6                                       | Німеччина                               | 45 514                                  |                                         | 117,35                                  |
| 7                                       | Австралія                               | 41 588                                  | 2 940                                   |                                         |
| 8                                       | Аргентина                               | 34 463                                  |                                         |                                         |
| 9                                       | ПАР                                     | 31 000                                  | 24 800                                  |                                         |
| 10                                      | Франція                                 | 32 682                                  | 15 140                                  | 53,40                                   |
| 11                                      | Бразилія                                | 31 543                                  |                                         |                                         |
| 12                                      | Японія                                  | 27 268                                  |                                         | 62,21                                   |
| 13                                      | Італія                                  | 24 179                                  |                                         | 65,49                                   |
| 14                                      | Україна                                 | 22 473                                  | 9 752                                   | 35,87                                   |
| 15                                      | Румунія                                 | 22 298                                  | 3 971                                   | 45,42                                   |
| 16                                      | Польща                                  | 19 627                                  |                                         | 71,36                                   |
| 17                                      | Велика Британія                         | 17 732                                  | 5 429                                   | 67,21                                   |
| 18                                      | Мексика                                 | 17 166                                  |                                         | 8,88                                    |
| 19                                      | Іспанія                                 | 15 947                                  | 8 760                                   | 30,74                                   |
| 20                                      | Казахстан                               | 15 372                                  | 4 300                                   |                                         |
| 21                                      | Швеція                                  | 12 821                                  | 7 918                                   | 25,85                                   |